# Woldemar Voigt
Woldemar Voigt (Leipzig, 2 de septiembre de 1850 - Gotinga, 13 de diciembre de 1919) fue un físico alemán. Es el descubridor del efecto Voigt.
Voigt fue profesor de física teórica en la Universidad de Göttingen. Fue el primero en utilizar el término tensor. Se debe también a él la notación Voigt, que se utiliza en la teoría de la elasticidad de tensores de segundo orden.

## Transformación de Voigt
Alrededor de 1886, Voigt comenzó a investigar la perspectiva de los cuerpos en movimiento, forma que Albert Einstein también siguió en la formulación de la teoría de la relatividad. Fue el primero en deducir las ecuaciones de transformación del tipo de transformación de Lorentz, la transformación de Voigt, y demostró la invariancia de la ecuación de onda en esta transformación. Sus puntos de partida eran una ecuación diferencial parcial de ondas transversales y de una forma general de la transformación de Galileo. Como subraya H. A. Lorentz en una nota en la página 198 de su libro "Teoría de los electrones", Voigt prevé la transformación de Lorentz. El trabajo pionero de Voigt en el año 1887 debe haber sido conocido por el creador de la moderna teoría de la relatividad, porque este trabajo fue citado en 1903 en Annalen der Physik y también mantuvo correspondencia con Lorenz Voig en el año 1887 y debido al experimento de Michelson y Morley 1888. También es incierto si Joseph Larmor estaba al tanto de la existencia de la transformación de Voigt. La transformación puede escribirse en notación moderna como sigue :
{\displaystyle x^{\prime }=x-vt,\quad y^{\prime }={\frac {y}{\gamma }},\quad z^{\prime }={\frac {z}{\gamma }},\quad t^{\prime }=t-x{\frac {v}{c^{2}}}},
donde {\displaystyle \gamma =1/{\sqrt {1-v^{2}/c^{2}}}} es el factor de Lorentz.